# إدوين بيريز
إدوين بيريز (بالإسبانية: Edwin Pérez)‏ (28 سبتمبر 1974 بإيكا في بيرو - ) هو مدرب كرة قدم ولاعب كرة قدم بيروفي في مركز الوسط. شارك مع منتخب بيرو لكرة القدم. أما مع النوادي، فقد لعب مع سيينسيانو ونادي سبورتينغ كريستال وAlcides Vigo ‏ وBella Esperanza ‏ وكورونل بولوجنسي ونادي ميلغار أريكيبا وClub Deportivo Universidad de San Martín de Porres ‏ وLeón de Huánuco ‏ وسيزار فاليجو ‏ وسبورت أنكاش.

## وصلات خارجية
- إدوين بيريز على موقع الاتحاد الدولي (مؤرشف)  (الإنجليزية)
- إدوين بيريز على موقع قاعدة بيانات كرة القدم.إي يو (الإنجليزية)
- إدوين بيريز على موقع ناشيونال فوتبول تيمز (الإنجليزية)